# Champigneulles-en-Bassigny
Champigneulles-en-Bassigny är en kommun i departementet Haute-Marne i regionen Grand Est (tidigare regionen Champagne-Ardenne) i nordöstra Frankrike. Kommunen ligger i kantonen Bourmont som tillhör arrondissementet Chaumont. År 2022 hade Champigneulles-en-Bassigny 39 invånare.

## Befolkningsutveckling
Antalet invånare i kommunen Champigneulles-en-Bassigny
| Referens: INSEE |